# 袁士偉
袁士偉（1497年—？），字彥夫，山東濟南府肥城縣民籍，直隸毫州人，明朝政治人物。

## 生平
山東鄉試第八名舉人。正德十六年（1521年）中式辛巳科會試第三百三十八名，登第三甲第一百九十一名進士。

## 家族
曾祖袁真；祖父袁泰，曾任教諭；父袁汝弼，曾任知州。母董氏。慈侍下。兄袁士奇（贡士）。